# Barbara Petzold
Barbara Petzold, po mężu Beyer (ur. 8 sierpnia 1955 w Oberwiesenthal) – niemiecka biegaczka narciarska reprezentująca barwy NRD, trzykrotna medalistka olimpijska oraz czterokrotna medalistka mistrzostw świata.

## Kariera
Igrzyska olimpijskie w Innsbrucku w 1976 r. były jej olimpijskim debiutem. Wspólnie z Moniką Debertshäuser, Sigrun Krause i Veroniką Schmidt wywalczyła brązowy medal w sztafecie 4 × 5 km. W swoim najlepszym indywidualnym starcie na tych igrzyskach, w biegu na 10 km stylem klasycznym zajęła 7. miejsce. Największe sukcesy w karierze odnosiła na igrzyskach olimpijskich w Lake Placid w 1980 r. Została tam mistrzynią olimpijską w biegu na 10 techniką klasyczną. Ponadto wspólnie z Marlies Rostock, Carolą Anding i Veroniką Hesse triumfowała w sztafecie. Ponadto w biegu na 5 km stylem klasycznym zajęła 4. miejsce, przegrywając walkę o brązowy medal z Květą Jeriovą z Czechosłowacji o zaledwie 0,18 s. Na kolejnych igrzyskach już nie startowała.
W 1974 r. wzięła udział w mistrzostwach świata w Falun. Były to najbardziej udane mistrzostwa w jej karierze. Razem z Sigrun Krause, Petrą Hinze i Veroniką Schmidt wywalczyła srebrny medal w sztafecie. Na tych samych mistrzostwach w biegu na 10 km stylem klasycznym zdobyła swój drugi srebrny medal, ulegając jedynie Galinie Kułakowej ze Związku Radzieckiego. Na mistrzostwach świata w Lahti wywalczyła srebrny medal w sztafecie wspólnie z Birgit Schreiber, Marlies Rostock i Christel Meinel. W swoim najlepszym indywidualnym starcie na tych mistrzostwach, w biegu na 20 km stylem klasycznym zajęła 9. miejsce. Startowała także na mistrzostwach świata w Oslo w 1982 r., gdzie wraz z Petrą Sölter, Veroniką Hesse i Carolą Anding wywalczyła tam brązowy medal w sztafecie
Ponadto Petzold dziewięciokrotnie była mistrzynią NRD: w biegu na 5 km (1981 r.), na 10 km (1977 i 1981 r.), na 20 km (lata 1974, 1975, 1977 i 1980) oraz w sztafecie w latach: 1973, 1975, 1977, 1978, 1980 i 1982.

## Osiągnięcia

### Igrzyska olimpijskie
| Miejsce | Dzień     | Rok  | Miejscowość | Konkurencja             | Czas biegu | Strata   | Zwyciężczyni     |
| ------- | --------- | ---- | ----------- | ----------------------- | ---------- | -------- | ---------------- |
| 11.     | 7 lutego  | 1976 | Innsbruck   | 5 km stylem klasycznym  | 15:48,69   | +53,75   | Helena Takalo    |
| 7.      | 10 lutego | 1976 | Innsbruck   | 10 km stylem klasycznym | 30:13,41   | +58,79   | Raisa Smietanina |
| 3.      | 12 lutego | 1976 | Innsbruck   | Sztafeta 4 × 5 km       | 1:07:49,75 | +2:08,20 | ZSRR             |
| 4.      | 15 lutego | 1980 | Lake Placid | 5 km stylem klasycznym  | 15:06,92   | +16,70   | Raisa Smietanina |
| 1.      | 18 lutego | 1980 | Lake Placid | 10 km stylem klasycznym | 30:31,54   | -        | -                |
| 1.      | 21 lutego | 1980 | Lake Placid | Sztafeta 4 × 5 km       | 1:02:11,10 | -        | -                |

### Mistrzostwa świata
| Miejsce | Dzień     | Rok  | Miejscowość | Konkurencja             | Czas biegu | Strata   | Zwyciężczyni    |
| ------- | --------- | ---- | ----------- | ----------------------- | ---------- | -------- | --------------- |
| 4.      | 18 lutego | 1974 | Falun       | 5 km stylem dowolnym    | 15:17,42   | +18,69   | Galina Kułakowa |
| 2.      | 20 lutego | 1974 | Falun       | 10 km stylem klasycznym | 31:25,78   | +24,77   | Galina Kułakowa |
| 2.      | 24 lutego | 1974 | Falun       | 4 × 5 km                | 1:02:57,39 | +11,75   | ZSRR            |
| 2.      | 22 lutego | 1978 | Lahti       | 4 × 5 km                | 1:13:25,08 | +4,66    | Finlandia       |
| 6.      | 25 lutego | 1978 | Lahti       | 20 km stylem klasycznym | 1:13:00,85 | +2:30,29 | Zinaida Amosowa |
| 3.      | 24 lutego | 1982 | Oslo        | 4 × 5 km                | 1:02:15,9  | +41,4    | Norwegia        |

### Puchar Świata
W sezonach 1973/1974 - 1980/1981 Puchar Świata rozgrywany był nieoficjalnie.

#### Miejsca w klasyfikacji generalnej
- sezon 1978/1979: ?
- sezon 1980/1981: 9.
- sezon 1981/1982: -

#### Miejsca na podium
1. Klingenthal – 10 stycznia 1981 (10 km) – 3. miejsce
2. Lahti – 5 marca 1981 (10 km) – 1. miejsce
3. Oslo – 11 marca 1981 (5 km) – 2. miejsce